# Dwergen (Warhammer)
Dwergen is een leger in het spel Warhammer Fantasy Battles van Games Workshop.

## Evolutie van het beeld
Dwergen maken al sinds het begin van spel deel uit van de Warhammer wereld. Het beeld van de dwergen is sterk gebaseerd op dat van J.R.R. Tolkiens Dwergen: het zijn kleine mensachtigen met lange baarden. Door gebeurtenissen in hun geschiedenis moet ze weinig weten van Elfen en haten ze Orcs & Goblins. Ze hebben een alliantie gesloten met de mensen van The Empire. Hun verlangen naar goud is een van hun voornaamste zwakheden. Verder zijn ze een erg trots volk.
Tijdens de vierde versie van het spel krijgen ze een eigen armybook. In de vijfde editie werd het boek niet herwerkt, maar wel opnieuw in de zesde. Omdat ze een van de eerste boeken waren in de zesde editie kregen ze begin 2006 een herwerking. Deze herwerking zou zonder problemen in de zevende versie van Warhammer gebruikt moeten kunnen worden. Opvallend is wel dat de Dwergen in de laatste versie niet meer beschouwd worden als een uitstervend ras, maar wel als een ras dat zware klappen te verduren heeft gekregen maar langzaamaan terug naar de oude glorie groeit.

## Het leger
Een dwergenleger wordt een Throng genoemd. Dwergen zijn bekend voor hun standvastigheid en koppigheid, ook op het slagveld. Ze vechten in dichte formaties en vormen een bijna onbreekbare muur van metaal. Hiernaast hebben ze ook een heel aantal uitvindingen gedaan die meer dan bruikbaar zijn op het slagveld. Zo zijn ze de eersten die buskruit gebruiken voor kanonnen en pistolen en geweren. Dus voor de vijand de dwergenlinie kan aanvallen zal hij eerst door deze oorlogsmachines belaagd worden. Vervolgens zullen de kogels en pijlen hem rond de oren fluiten. Wanneer hij dan eindelijk aan de dwergen zelf geraakt, is de overwinning nog niet binnen. Want opgeven is een woord dat de dwergen niet kennen, net zomin als angst.

## Geschiedenis van de Dwergen
De eerste dwergen hadden hun woonplaatsen in het zuiden van de Worlds Edge Mountains. Ze leefden in grotten en gebruikten vuursteen voor hun gebruiksvoorwerpen. Daarna ontdekten ze het metaal bewerken, door hun goden. Van het zuiden trokken ze later naar het noorden, de rijke ertsaders achterna. Tijdens deze volksverhuizing stichten ze verschillende burchten. Uiteindelijk kwamen ze aan bij de noordelijke rand van de bergketen, een verlaten vlakte die ze Zorn Uzkul of Great Skull Land (groot land van de schedels) noemden.
Toen kwam Chaos in de wereld door de val van de Ouden. De aarde beefde en de hemel verduisterde, het was duidelijk voor de dwergen dat er een ramp gebeurd was. Hun god Grungni leerde hun nog dieper te graven in de bergen. Zo ontsnapten ze aan de corruptie van Chaos. Maar toen ze weer boven kwamen, zagen ze dat de wereld veranderd was. Ze moesten nu hun bestaan verdedigen tegen monsters en demonen. Hun goden, die toen nog onder de dwergen leefden, kwamen hen te hulp in de strijd. Van Grungni leerden ze de kunst van het smeden van magische wapens en beschermingen. Hij maakte ook de strijdbijlen voor de god Grimnir die hen voorging in de strijd. De godin Valaya beschermde de dwergen tegen de kwade magie. Ze konden de strijd niet winnen, maar wisten wel hun bergforten te beschermen. De dwergen die Zorn Uzkul waren overgestoken hadden minder geluk. Zij werden wel aangetast door de corruptie van Chaos en verwerden tot de Chaos Dwarfs. De dwergen verbraken alle familiebanden met dit nieuw ontstane ras.
Het was ook tijdens de strijd tegen Chaos dat de dwergen voor het eerst in contact kwamen met de Elfen. Een vloot van de elfen was na een zeegevecht buiten zijn koers gevaren en zocht de kust af. Daar kwamen ze een dwergenleger tegen dat jacht maakte op een groep van Chaos stropers. De leiders van de twee legers, Grimnir bij de dwergen en Caledor Dragontamer bij de Elfen zagen onmiddellijk in dat ze geen vijanden van elkaar waren. Samen versloegen ze een leger Beastmen dat hen aanviel. De dwergen kwamen erachter dat de elfenkoning Aenarion een zwaar gevecht aan het leveren was om zijn eiland te verdedigen tegen Chaos. De elfen leerde de rede van de komst van de Chaos door de verhalen van de grote storm. Niet lang hierna vertrok Caledor om zijn plan over de vortex, die de magie van chaos uit de wereld moest zuigen te voltooien. Bij zijn vertrek gaf Grimnir hem een krachtamulet. In ruil hiervoor kreeg deze een vuurkristal (Crystal of Fire), dat nu nog steeds in de schatkamer van Karaz-A-Karak ligt.
Toen hij de beschrijving van de Chaospoort hoorde van Caledor besloot Grimnir deze persoonlijk te sluiten. Hij gaf een van zijn magische bijlen aan zijn zoon Morgrim en vertrok naar het noorden. Alvorens te vertrekken schoor hij zijn hoofd kaal, hij liet alleen een hanenkam staan. Deze gewoonte is overgeleverd als een symbool dat de slayers nu nog steeds gebruiken. Grimnir werd nooit meer teruggezien, zijn lot is onbekend. Wel is er snel daarna een einde gekomen aan de kracht van Chaos.
Hierna brak een Gouden Tijd aan voor de dwergen. Hun rijk groeide als nooit tevoren en ook de handel met de Elfen bloeide. Maar lang zou deze rust niet duren. Een aantal handelskaravanen van de dwergen werden overvallen. De bewijzen toonden aan dat de High Elves (de Elfen waren ondertussen in een burgeroorlog verzeild geraakt) hiervoor verantwoordelijk waren. Terwijl deze actie eigenlijk een list was van de Dark Elves om het High Elf leger op twee fronten te laten strijden. Eerst leek de list ook niet te lukken want de toenmalige Hoog Koning van de Dwergen Gortrek Starbreak zond afgevaardigden naar de Ulthuan om de problemen uit te praten. Tijdens deze ontmoetingen werden de culturele verschillen tussen beide volkeren pijnlijk duidelijk en de Elfen schoren de baarden van de dwergen ambassadeurs af. Voor de dwergen was dit een belediging die enkel in bloed kon worden terugbetaald. De dwergen en de High Elves lagen nu in oorlog. De dwergen noemen dit de War of Vengeance, de elfen de War of the Beard.
De dwergen hadden er alle vertrouwen in dat ze de smalle elfen wel aankonden. Maar hun hoogmoed zou snel aangetoond worden toen de zoon van de hoogkoning Snorri Halfhand door de High Elf koning Caledor werd gedood in een duel. Hierdoor viel zijn neef Morgrim de elfenstad Oeragor aan en versloeg de elfenprins Imladrik, Prince of Ulthuan. Door deze acties werd de oorlog nog heviger voortgezet. De elfenstad Athel Maraya wordt door Morgrim in as gelegd. Uiteindelijk rukten de dwergen op naar de elfenstad Tor Alessi en zo brak de beroemde slag van de drie torens uit. De stad werd volledig in puin gelegd en Gortrek Starbreak versloeg Caledor in een duel. De hoogkoning nam als vergelding voor de aangedane belediging de kroon van Caledor mee naar Karaz-A-Karak. Hiermee eindigde de oorlog, maar de elfen en de dwergen zouden elkaar nooit meer volledig vertrouwen.
Alles leek weer normaal te worden voor de dwergen, maar het liep anders af. Niet lang na de War of Vengeance werd het dwergenrijk getroffen door natuurrampen. Zware aardbevingen en vulkanische uitbarstingen vernietigden veel dwergenwoonplaatsen en mijnen. Dit werd gedaan door de Slann als onderdeel van het plan van de Ouden, zonder aan de dwergen of de gevolgen te denken. In de nasleep van deze rampen werden veel dwergensteden ingenomen door Orcs & Goblins en Skaven. De eerste stad die viel was Karak Ungor aan de Night Goblins. Karak Varn volgde en daarna waren Erkrund, Mount Gunbad en Mount Silverspear aan de beurt. Ook de wachttorens van de Mad Dog pas vallen. De dwergen liet hierna de oostelijke kant van de Worlds Edge Mountains voor wat ze waren.
Ook de zuidelijke steden kregen het zwaar te verduren. Onder meer het uitbarsten van de vulkaan Thunder Mountain drijft veel Trollen naar noordelijke gebieden. De dwergen noemen deze aanvallen de oorlog van de Trollen. Karak Eight Peaks, Karak Azgal en Karak Drazh, het huidige Orc fort Black Crag, werden in 50 jaar tijd onder de voet gelopen. Ook kleinere plaatsen zoals Valhorn en Budrikhorn, ten zuiden van Karaz-A-Karak worden onder de voet gelopen. De schatten van Karak Azgal werden echter nooit gevonden. De dwergen doen wel nog tegenaanvallen, maar slagen er niet in om echte successen te boeken. Kadrin Redmane haalt wel een aantal overwinningen in Karak Varn.
Verschillende dwergenclans trokken nu naar het westen om een nieuwe woonplaats te stichten in de Grey Mountains. Deze vestigingen lagen dichter bij het gebied van de mensen die zelf een strijd voerden tegen de Orcs. De dwergen zagen in de mensen een natuurlijke bondgenoot. Hierdoor werden nieuwe handelswegen opgericht en oude heropend. Wanneer de hoogkoning Kurgan Ironbeard gered werd door Sigmar werd een eeuwigdurend pact tussen beiden volkeren gesmeed. Dit werd bekroond met de schenking van de oorlogshamer Ghal Maraz aan Sigmar. De dwergen begonnen ook met hernieuwde macht hun woonplaatsen te veroveren, dit met wisselend succes.
Een andere kracht die de Dwergen meer en meer aanviel was Chaos. Zo vochten de dwergen mee met Magnus the Pious in de eerste oorlog tegen Chaos (The Great War Against Chaos). Ook in de tweede oorlog tegen Chaos streden de dwergen aan de zijde van The Empire. Ungrim Ironfist beschermde de Peak Pass tegen de legers van Vardek Crom. Enkel wanneer de Chaos Dwarfs zich aan de zijde van Crom schaarden moest hij de pas opgeven. Zijn zoon Garagrim trok op naar Praag om deze stad te verlossen van Chaos. Ondertussen valt Koning Alrik Ranulfsson via de Silver Road Mount Gunbad aan. De dwergen zijn niet meer in de verdediging gedrongen, maar staan klaar om hun verloren steden te heroveren.
Klik hier voor een volledige tijdslijn

## Woonplaatsen
Het dwergenrijk of Karaz Ankor (het eeuwig durende rijk of bergen rijk) zoals de dwergen het noemen, is geen geografische bepaling maar eerder een verzameling van de verschillende dwergensteden en andere -woonplaatsen. Een echte dwerg zal zoals zijn voorvaderen voor hem altijd leven in een ondergrondse burcht in de meest onbewoonbare bergketen van de Oude Wereld. Deze burchten zijn kleine zelfstandige steden, meestal in de buurt van een rijke ader van metalen of edelstenen. De oudste van de dwergensteden zijn met elkaar verbonden door een netwerk van onderaardse wegen, de Underway.
De oudste dwergnederzettingen zijn terug te vinden in de Worlds Edge Mountains, ten oosten van The Empire. Het is midden in dit massief dat hun hoofdstad gevestigd is, Karaz-A-Karak. Iets noordelijker aan de oevers van het Black Water meer ligt Zhufbar. Karak Kadrin, de plaats waar de meeste slayers zijn is nog iets noordelijker te vinden. Zuidwaarts van Karaz-A-Karak is Karak Azul en een aantal kleinere nederzettingen aan de vulkanen van Karag Haraz en Karag Orrud.
Ook in andere bergketens zoals de Grey Mountains liggen een aantal dwergenburchten, maar deze zijn kleiner en veel jonger dan de vorige. Het gaat hier over Karak Norn, Karak Hirn en Karak Izor. De belangrijkste niet in een berg liggende dwergenvestiging is Barak Varr, de zeehaven van de dwergen in de Border Princes. Andere dwergensteden zoals Krag Byrn en Kazad Thrund liggen wel dicht bij de zee, maar hebben geen haven.
Verder zijn er ook kleinere dwergengemeenschappen te vinden in The Empire, Marienburg en in Norsca. Vooral in de laatste plaats kunnen dwergen zich wel vinden met de plaatselijke bevolking. De dwergen leven hier meestal als mijnbouwers, smeden en ingenieurs.
Spijtig genoeg zijn er in de loop van de tijd ook een groot aantal dwergensteden verloren gegaan zoals: Karak Vlag, Karak Ungor, Karak Varn, Mount Gunbad, Karak Drazh, Karak Eight Peaks en Karak Azgal. Karak Zorn, de meest zuidelijk gelegen dwergenburcht in de Southlands is na contact met de Lizardmen verdwenen.

## Het dagelijkse leven
Dwergen zijn een heel koppig en standvastig volk. Een onrecht dat hun is aangedaan zullen ze nooit vergeten en enkel een voldoende aflossing van de schuld zal genoegdoening geven. Maar ook hier geldt de regel vergeven, maar niet vergeten. Om hierover zekerheid te hebben wordt elk onrecht opgeschreven in grote boeken. Ook een gedane belofte of eed zullen ze altijd nakomen en ze verwachten van de andere volkeren hetzelfde. Naast koppig zijn ze ook heel fier en trots op hun volk en op het werk dat ze afleveren. Geen enkele dwerg zal iets overhaast doen en niemand zal iets niet naar zijn beste vermogen doen.
Dwergen respecteren drie zaken: ouderdom, rijkdom en kunde. Dwergen kunnen heel oud worden en omdat een dwerg nooit zijn baard scheert, hebben de oudste dwergen ook de langste baarden waar ze natuurlijk ook heel trots op zijn. Wanneer ze toch sterven wordt hun rijkdom doorgegeven aan de kinderen. Het zijn deze grote schatten die in de dwergenburchten liggen en de aanleiding zijn van de vele aanvallen van draken en andere monsters op de dwergen.
Hun laatste karakteriserende eigenschappen zijn hun inventiviteit en hun hang naar tradities. De dwergen zijn meesterlijke uitvinders, ze hebben veel machines die op stoom werken. Daarnaast waren ze ook de eersten die de geheimen van het buskruit ontdekten. Maar een ontdekking zal verschillende eeuwen haar waarde moeten bewijzen eer ze algemeen aanvaard zal worden in de maatschappij. De dwergen geloven immers dat datgene wat goed genoeg was voor hun fel geëerde voorvaders, voor henzelf ook volstaat.
De dwergen zijn de beste mijnwerkers in de bekende wereld. Hun burchten zijn dan ook steeds verbonden met ontelbare tunnels waar ze naar kostbare metalen en edelstenen zoeken. Deze metalen worden gebruikt voor bijna elk gebruiksvoorwerp, liever dan het zachte hout. Bijgevolg zijn dwergen ook zeer handige metaalbewerkers, de beste in de wereld. Zelf de wapens van de elfen halen het niet tegen de mooiste voorwerpen van de dwergen.
Deze voorwerpen gebruiken ze om handel te drijven met de andere volkeren, want in de dwergensteden worden enkel de hoogst noodzakelijke voedingstoffen gekweekt. Een paar velden met gewassen op de bergflanken en hier en daar een kleine kudde vee. Meer hebben de meeste dwergsteden niet. Wanneer de handelswegen zijn afgesneden of de stad komt onder beleg te liggen, overleven de dwergen op standvastigheid en stenen broden. Deze worden gemaakt van graan en verpulverde rots. Het enige wat wel in overvloed aanwezig zal zijn, is het bier.
De dwergentaal heet het Khazalid.

## Runen
De Dwergen zijn de enige in warhammer-wereld die runenmagie gebruiken. Ze hebben geen natuurlijke aanleg voor magie en geen voeling met de winden van de magie. De enige manier om de winden van de magie te gebruiken is door ze te binden aan gebruiksvoorwerpen. Deze kunst wordt enkel door runensmeden uitgevoerd en hun geheimen worden goed bewaard.

## Bekende Dwergen
Special Characters en andere bij naam genoemde dwergen.
- Alrik Ranulfsson, een huidige dwergenkoning
- Baragor, de eerste Slayer-koning en voorvader van Ungrim Ironfist.
- Drong the Hard
- Furgil, een neef van Snorri Morgrimson
- Garagrim Ironfist, War-mourner of Karak Kadrin
- Gortrek Starbreak, de hoogkoning tijdens de War of Vengeance
- Grombold Kruddsson, afkomstig uit Zhufbar, neef van Ruggi Redbead.
- Josef Bugman, bekende brouwer en ranger
- Kadrin Redmane, een runensmid die een tijd lang Karak Varn heroverd heeft. Aan de oevers van Black Water meer valt hij in een hinderlaag.
- Kimri the crazed, afkomstig uit Zhufbar, een dragonslayer in het leger van Grombold.
- Kurgan Ironbeard, hoogkoning ten tijde van Sigmar
- Logazor Brightaxe, een legeraanvoerder tijdens de trol oorlogen die wist Mount Gunbad een tijdje bezet te houden.
- Long Drong, een beruchte slayer piraat
- Malakai Makaisson, een slayer engineer en uitvinder van een luchtschip en de Goblin-Hewer
- Morgrim Elgidum (Morgrim Elfdoom), neef van Snorri Halfhand
- Morgrim Blackbeard, een koning tijdens de trol oorlogen
- Queen Helgar Thrundsdottir
- Ruggi Redbead, afkomstig uit Zhufbar, leidde een expeditie naar de verlaten mijnen in de Howling Hills.
- Snorri Halfhand, zoon van Gortrek Starbreak en gedood door Caledor
- Snorri Morgrimson, een koning die meevocht in de slag van duizend klachten voor Karak Ungor.
- Snorri Stonebrow, afkomstig uit Zhufbar, een thane in het leger van Grombold.
- Snorri Whitebeard (The White Dwarf), een van de grootste dwergenkoningen en vriend van Malekith.
- Thorek Ironbrow, meester runensmid
- Thorgrim Grudgebearer, Huidige hoogkoning van de dwergen.
- Torston Treehaka
- Ungrim Ironfist, Slayer King of Karak Kadrin.

## Bekende Voorwerpen
- Anvil of Doom, waar de runenvoorwerpen op gemaakt worden. Er zijn er nu nog twaalf over.
- Axe of Dargo, de bijl van Ungrim Ironfist
- Crystal of Fire, aan Grimnir geschonken door Caledor Dragontamer
- Dammaz Kron, het grote Book of Grudges van de dwergen gedragen door Thorgrim Grudgebearer.
- Dragon Cloak, de mantel van Ungrim Ironfist
- Ghal Maraz, de hamer die de dwergen schonken aan Sigmar, nu nog steeds in het bezit van de keizer van The Empire.
- Slayer Crown, de kroon van de koningen van Karak Kadrin. (zie Ungrim Ironfist)